# Viviparnost
Viviparnost ili često živorodnost (lat. viviparus - živorodan) je biološka pojava razmnožavanja kod koje mladunci, za razliku od oviparnosti, cijelo razdoblje embrionalnog razvoja provode u tijelu majke. Životinje koje se razmnožavaju na taj način nazivaju se viviparnim ili živorodnim. 
Dok se kod ovoviviparnih životinja (također aplacentalna ili besplacentalna viviparnost) embrij u majčinom tijelu hrani isključivo hranjivim tvarima skupljenim u žumanjku jaja, embriji placentalnih viviparnih životinja snabdijevaju se krvotokom majke, najčešće uz pomoć placente. Prijelaz iz jednog u drugi oblik nije oštar.
Viviparnost je obilježje svih sisavaca osim jednootvornih koji legu jaja (prasisavci). No javlja se i kod vodozemaca, nekih gmazova, hrskavičnjača i ponekih beskralješnjaka. Kod hrskavičnjača je viviparnost vrlo česta, a kod mlatova i još nekih morskih pasa je čak placentalna.
Kako se mladunci viviparnih vrsta tijekom čitavog embrionalnog razvoja razvijaju u tijesnom prostoru majčinog tijela, te vrste u usporedbi s oviparnim imaju manji broj potomaka.
U botanici se pojam viviparnost koristi za takav oblik razmnožavanja kod kojeg klica ostaje na biljci-majci, kao i određeni oblici vegetativnog razmnožavanja kad biljke kćeri s istim nasljednim svojstvima nastaju od cvjetnih izdanaka.